# Spilosoma wittmeri
Spilosoma wittmeri är en fjärilsart som beskrevs av De Toulgoët 1975. Spilosoma wittmeri ingår i släktet Spilosoma och familjen björnspinnare. Inga underarter finns listade i Catalogue of Life.